# Waterworks River
Der Waterworks River ist ein Wasserlauf im London Borough of Newham; er ist Teil der Bow Back Rivers und mündet in den Bow Creek, einen Teil des River Lea.
Der Wasserlauf wurde 1743 für die Startford Waterworks (später in der East London Waterworks Company aufgegangen) angelegt, um Wasser für ein Staubecken an der Saynes Mill in Stratford zu gewinnen. Der Wasserlauf wurde in den 1930er Jahren auf 30,5 m verbreitert, um die Flutgefahr in Stratford zu vermindern. Der Wasserlauf wird von Betonplatten begrenzt.
Der Wasserlauf führt am London Aquatics Centre auf der einen Seite und dem Olympiastadion auf der anderen Seite vorbei.